# Short track ai XXIV Giochi olimpici invernali - 1000 m maschile
La gara dei 1000 metri maschile di short track dei XXIV Giochi olimpici invernali di Pechino è stata disputata il 5 e il 7 febbraio 2022 sulla pista del Capital Indoor Stadium. Vi hanno partecipato 32 atleti provenienti da 17 nazioni.
La competizione è stata vinta dal pattinatore cinese Ren Ziwei, mentre l'argento e il bronzo sono andati rispettivamente al connazionale Li Wenlong e all'ungherese Shaoang Liu.

## Record
Prima della competizione il record del mondo e il record olimpico erano i seguenti:
| Record mondiale | 1'20"875 | Hwang Dae-heon Corea del Sud | 12 novembre 2016 Salt Lake City, Stati Uniti |
| Record olimpico | 1'23"407 | Charles Hamelin Canada       | 13 febbraio 2018 Gangneung, Corea del Sud    |

Durante la competizione è stato battuto il seguente record:
| Data       | Evento     | Atleta         | Nazione       | Tempo    | Record          |
| ---------- | ---------- | -------------- | ------------- | -------- | --------------- |
| 5 febbraio | Batteria 5 | Hwang Dae-heon | Corea del Sud | 1'23"042 | Record olimpico |

## Risultati

### Batterie
Batteria 1
| Pos. | Atleta         | Nazione       | Tempo    | Note |
| ---- | -------------- | ------------- | -------- | ---- |
| 1    | Park Jang-hyuk | Corea del Sud | 1'24"081 | Q    |
| 2    | Andrew Heo     | Stati Uniti   | 1'24"106 | Q    |
| 3    | Itzhak de Laat | Paesi Bassi   | 1'24"332 | ADV  |
| 4    | Niall Treacy   | Gran Bretagna | 1'32"243 |      |

Batteria 2
| Pos. | Atleta           | Nazione       | Tempo    | Note |
| ---- | ---------------- | ------------- | -------- | ---- |
| 1    | Ren Ziwei        | Cina          | 1'23"772 | Q    |
| 2    | Quentin Fercoq   | Francia       | 1'23"917 | Q    |
| 3    | Jens van 't Wout | Paesi Bassi   | 1'23"946 |      |
| 4    | Farrell Treacy   | Gran Bretagna | 1'24"935 |      |

Batteria 3
| Pos. | Atleta               | Nazione  | Tempo    | Note |
| ---- | -------------------- | -------- | -------- | ---- |
| 1    | Wu Dajing            | Cina     | 1'23"927 | Q    |
| 2    | Jordan Pierre-Gilles | Canada   | 1'24"067 | Q    |
| 3    | Semën Elistratov     | ROC      | 1'24"077 |      |
| 4    | Shogo Miyata         | Giappone | 1'24"367 |      |

Batteria 4
| Pos. | Atleta            | Nazione       | Tempo    | Note |
| ---- | ----------------- | ------------- | -------- | ---- |
| 1    | Lee June-seo      | Corea del Sud | 1'24"698 | Q    |
| 2    | Pascal Dion       | Canada        | 1'24"771 | Q    |
| 3    | Adil Galiakhmetov | Kazakistan    | 1'24"855 |      |
| 4    | Vladislav Bykanov | Israele       | 1'24"875 |      |

Batteria 5
| Pos. | Atleta           | Nazione       | Tempo    | Note |
| ---- | ---------------- | ------------- | -------- | ---- |
| 1    | Hwang Dae-heon   | Corea del Sud | 1'23"042 | Q,   |
| 2    | Sjinkie Knegt    | Paesi Bassi   | 1'23"097 | Q    |
| 3    | Li Wenlong       | Cina          | 1'23"140 | q    |
| 4    | Sébastien Lepape | Francia       | 1'26"069 |      |

Batteria 6
| Pos. | Atleta             | Nazione  | Tempo    | Note |
| ---- | ------------------ | -------- | -------- | ---- |
| 1    | John-Henry Krueger | Ungheria | 1'25"236 | Q    |
| 2    | Furkan Akar        | Turchia  | 1'25"462 | Q    |
| 3    | Kazuki Yoshinaga   | Giappone | 1'25"574 | ADV  |
| -    | Denis Ayrapetyan   | ROC      | -        | DSQ  |

Batteria 7
| Pos. | Atleta             | Nazione     | Tempo    | Note |
| ---- | ------------------ | ----------- | -------- | ---- |
| 1    | Shaolin Sándor Liu | Ungheria    | 1'25"262 | Q    |
| 2    | Ryan Pivirotto     | Stati Uniti | 1'54"437 | Q    |
| 3    | Pietro Sighel      | Italia      | 2'10"039 | ADV  |
| -    | Stijn Desmet       | Belgio      | -        | DSQ  |

Batteria 8
| Pos. | Atleta             | Nazione   | Tempo    | Note |
| ---- | ------------------ | --------- | -------- | ---- |
| 1    | Shaoang Liu        | Ungheria  | 1'23"796 | Q    |
| 2    | Brendan Corey      | Australia | 1'23"908 | Q    |
| 3    | Roberts Krūzbergs  | Lettonia  | 1'23"979 |      |
| -    | Luca Spechenhauser | Italia    | -        | DSQ  |

### Quarti di finale
Quarto di finale 1
| Pos. | Atleta               | Nazione       | Tempo    | Note |
| ---- | -------------------- | ------------- | -------- | ---- |
| 1    | Andrew Heo           | Stati Uniti   | 1'24"603 | Q    |
| 2    | Wu Dajing            | Cina          | 1'33"302 | Q    |
| 3    | Park Jang-hyuk       | Corea del Sud | -        | ADV  |
| -    | Pietro Sighel        | Italia        | -        | DSQ  |
| -    | Jordan Pierre-Gilles | Canada        | -        | DSQ  |

Quarto di finale 2
| Pos. | Atleta           | Nazione       | Tempo    | Note |
| ---- | ---------------- | ------------- | -------- | ---- |
| 1    | Lee June-seo     | Corea del Sud | 1'23"682 | Q    |
| 2    | Shaoang Liu      | Ungheria      | 1'23"940 | Q    |
| 3    | Quentin Fercoq   | Francia       | 1'24"411 |      |
| 4    | Pascal Dion      | Canada        | -        | DNF  |
| -    | Kazuki Yoshinaga | Giappone      | -        | DSQ  |

Quarto di finale 3
| Pos. | Atleta             | Nazione     | Tempo    | Note |
| ---- | ------------------ | ----------- | -------- | ---- |
| 1    | Furkan Akar        | Turchia     | 1'25"490 | Q    |
| 2    | Ren Ziwei          | Cina        | 1'34"211 | Q    |
| 3    | Itzhak de Laat     | Paesi Bassi | 1'42"490 | ADV  |
| -    | John-Henry Krueger | Ungheria    | -        | DSQ  |
| -    | Brendan Corey      | Australia   | -        | DSQ  |

Quarto di finale 4
| Pos. | Atleta             | Nazione       | Tempo    | Note |
| ---- | ------------------ | ------------- | -------- | ---- |
| 1    | Hwang Dae-heon     | Corea del Sud | 1'24"693 | Q    |
| 2    | Li Wenlong         | Cina          | 1'30"550 | Q    |
| 3    | Shaolin Sándor Liu | Ungheria      | 1'55"248 | ADV  |
| 4    | Ryan Pivirotto     | Stati Uniti   | 2'08"364 |      |
| -    | Sjinkie Knegt      | Paesi Bassi   | -        | YC   |

### Semifinali
Semifinale 1
| Pos. | Atleta         | Nazione       | Tempo    | Note |
| ---- | -------------- | ------------- | -------- | ---- |
| 1    | Ren Ziwei      | Cina          | 1'26"576 | QA   |
| 2    | Li Wenlong     | Cina          | 1'26"722 | QA   |
| 3    | Furkan Akar    | Turchia       | 1'27"102 | QB   |
| -    | Hwang Dae-heon | Corea del Sud | -        | DSQ  |
| -    | Park Jang-hyuk | Corea del Sud | -        | DNS  |

Semifinale 2
| Pos. | Atleta             | Nazione       | Tempo    | Note |
| ---- | ------------------ | ------------- | -------- | ---- |
| 1    | Shaolin Sándor Liu | Ungheria      | 1'23"567 | QA   |
| 2    | Wu Dajing          | Cina          | 1'23"928 | QA   |
| 3    | Andrew Heo         | Stati Uniti   | 1'24"023 | QB   |
| 4    | Itzhak de Laat     | Paesi Bassi   | 1'24"229 | QB   |
| 5    | Shaoang Liu        | Ungheria      | 1'35"384 | ADVA |
| -    | Lee June-seo       | Corea del Sud | -        | DSQ  |

### Finali
Finale A
| Pos.    | Atleta             | Nazione  | Tempo    | Note |
| ------- | ------------------ | -------- | -------- | ---- |
| Oro     | Ren Ziwei          | Cina     | 1'26"768 |      |
| Argento | Li Wenlong         | Cina     | 1'29"917 |      |
| Bronzo  | Shaoang Liu        | Ungheria | 1'35"693 |      |
| 4       | Wu Dajing          | Cina     | 1'42"937 |      |
| -       | Shaolin Sándor Liu | Ungheria | -        | YC   |

Finale B
| Pos. | Atleta         | Nazione     | Tempo    | Note |
| ---- | -------------- | ----------- | -------- | ---- |
| 5    | Itzhak de Laat | Paesi Bassi | 1'35"925 |      |
| 6    | Furkan Akar    | Turchia     | 1'36"052 |      |
| 7    | Andrew Heo     | Stati Uniti | 1'36"140 |      |